# پگیدا
پگیدا از سرنام (به آلمانی: Patriotische Europäer gegen die Islamisierung des Abendlandes) بمعنی اروپاییان میهن‌پرست علیه اسلامی شدن غرب، جنبشی سیاسی در درسدن آلمان است. این جنبش از اکتبر ۲۰۱۴ به‌طور پیگیر در حال سازماندهی تظاهرات عمومی با هدف دولت آلمان، در برابر آنچه آن را اسلامی شدن جهان غرب می‌نامند، است.

## پیدایش
پگیدا در سال ۲۰۱۴ توسط لوتز باخمان مدیر یک آژانس روابط عمومی در درسدن، تأسیس شد. باخمان درابتدا اعلام کرد که انگیزه‌اش از پی‌ریزی پگیدا، با دیدن یک تظاهرات حامیان حزب کارگران کردستان (پ ک ک) در درسدن بود و با دیدن این راهپیمایی به‌فکر ایجاد صفحه فیسبوک در مخالفت ارسال جنگ‌افزار برای پ. ک. ک افتاده‌است. اما بنا به دیدگاه گروهی، باور کردن باخمان و با توجه به پیشینه قضایی و حکم دادگاهی علیه وی، مشکل بنظر می‌رسد.

## مواضع سیاسی
در آغاز دسامبر سال ۲۰۱۴، پگیدا، مرام‌نامه بدون نام و تاریخ تک صفحه‌ای با ۱۹ ماده منتشر نمود.
1. حفظ حق پناهندگی سیاسی و پناهندگی اجتماعی.
2. حامی پذیرش بی‌چون و چرای قانون اساسی آلمان است.
3. حمایت از اسکان غیر متمرکز پناهندگان.
4. پیشنهاد ایجاد یک مرکز پناهندگان به اتحادیه اروپا.
5. در خواست کاهش تعداد پناهجویان به ازای مددکار اجتماعی.
6. پیشنهاد پیروی از نمونه هلند و سوئیس در مدیریت پناهندگی.
7. در خواست افزایش بودجه پلیس.
8. در خواست اجرای تمام قوانین پناهندگی از جمله اخراج در صورت نیاز.
9. تأیید بر عدم هرگونه بردباری نسبت به پناهندگان و مهاجران جنایی.
10. پشتیبانی از مهاجرت به سوئیس، کانادا، استرالیا و آفریقای جنوبی.
11. پشتیبانی از انتخاب جنسیت پس‌از تولد.
12. پگیدا مخالف هرنوع ایدئولوژی سیاسی، روحانی و نیز خشونت‌آمیز است اما مخالف جذب گروه‌های سیاسی معتدل مسلمان نیست.
13. خواهان حمایت از فرهنگ یهودی-مسیحی در آلمان.
14. مخالفت با اظهارات سیاست‌پسند.
15. مخالف گروه‌ها و دادگاه‌های موازی بر پایه شریعت اسلام و یهود، در کشور آلمان.
16. مخالفت با بنیادگرایی مذهبی.
17. پشتیبانی از آزادی بیان دربارهٔ تمام مذهب‌ها.
18. مخالف مسلح کردن و کمک به هر گروه بنیادگرا.
19. پشتیبانی روش همه‌پرسی با مدل سوئیس.